# Bruto nationaal inkomen

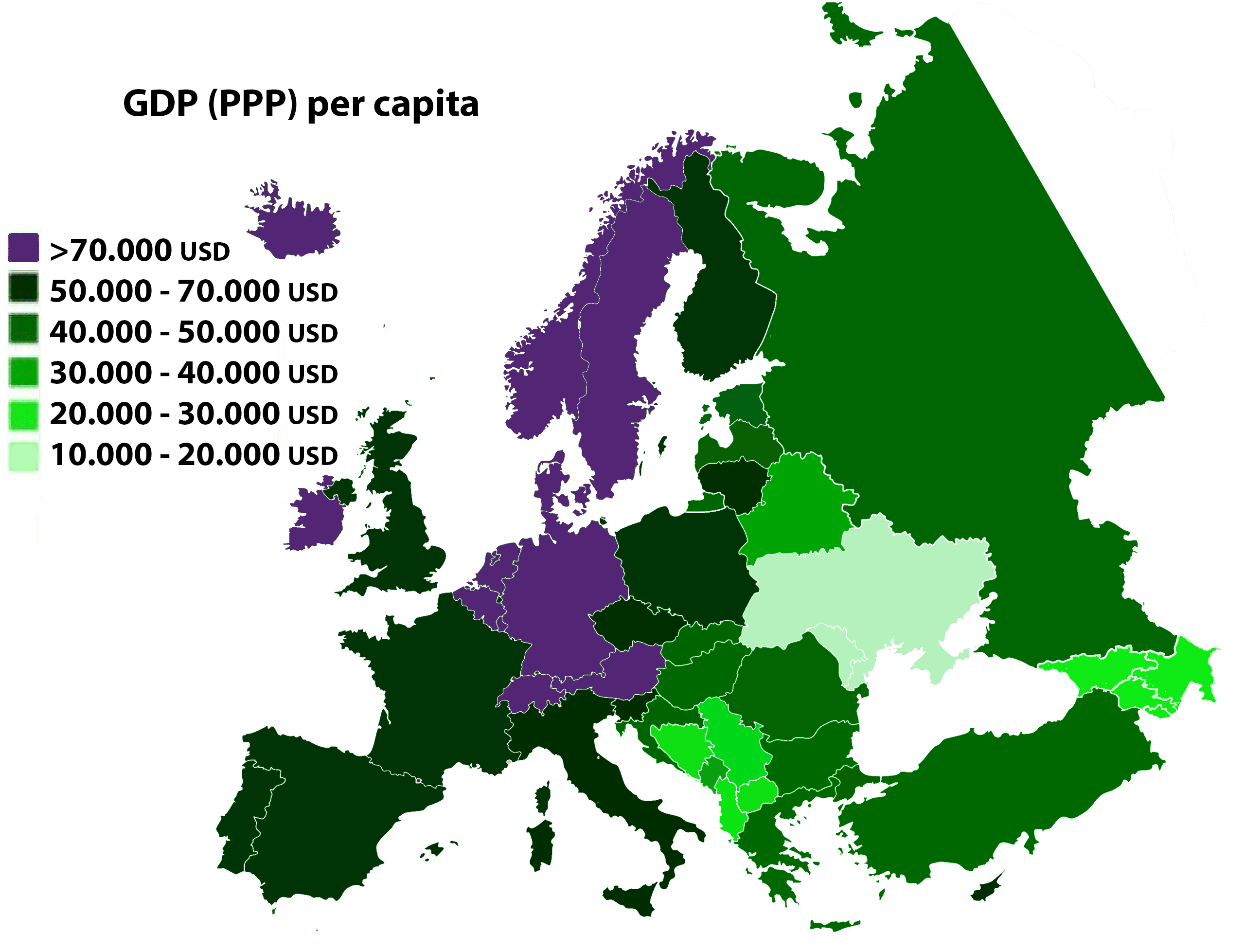
Bruto nationaal inkomen per hoofd van de bevolking per land in Europa in 2005.

Het bruto nationaal inkomen of bni (voorheen bruto nationaal product of bnp) is een veelgebruikte maat voor de omvang van een economie. Dit is het bruto binnenlands product plus de door de inwoners van het eigen land in het buitenland verdiende primaire inkomens minus de door buitenlanders in het betreffende land verdiende primaire inkomens. Samengevat betekent 'binnenlands' hier verdiend/geproduceerd binnen de landsgrenzen en 'nationaal' verdiend/geproduceerd door de staatsburgers van een land.
Het bni per hoofd van de bevolking is een maat voor de welvaart van een land.

## Berekening
Het bni van Nederland wordt vastgesteld door het Centraal Bureau voor de Statistiek (CBS) op basis van de nationale rekeningen. Bij de berekening van het bni worden de volgende internationale richtlijnen gevolgd: 
- System of National Accounts 2008 (SNA 2008; UN, EU, IMF, OECD, World Bank)[1]
- European System of National and Regional Accounts 2010 (ESA 2010; Eurostat)[2]

## Trivia
De Wereldbank gebruikt de Atlasmethode om het bni van landen uit te drukken in Amerikaanse dollars teneinde de internationale vergelijkbaarheid te verbeteren.